# Дилука, Шани
Шани Дилука (фр. Shani Diluka, 7 ноября 1976, Монако) — французская пианистка.

## Биография
Родители — выходцы из Шри-Ланки. Училась музыке по программе принцессы Грейс. Позже её педагогом в Национальной консерватории округа Ниццы стала ученица Пьера Санкана Одиль Пуассон. Дилука получила первую премию Академии музыки Монако (Фонд принца Ренье III). В 1997 поступила в Парижскую консерваторию, где ей преподавали Жорж Плюдермаше и Франсуа-Фредерик Ги, а позднее Мари-Франсуаза Бюке, Николас Ангелич и Бруно Ригутто. Участвовала в концертах Фонда Гюльбенкяна, стала финалисткой конкурса Европейского отделения фирмы Ямаха. В 2003 Мюррей Перайя выбрал её для участия в своем открытом мастер-классе в парижском Зале Гаво. Стипендиат Фонда Комо 2004—2006 годов.

## Репертуар
Гайдн, Моцарт, Бетховен, Мендельсон, Лист, Григ, Шуберт, Шуман, Шопен, Дворжак, Брамс, Дебюсси, Шостакович, Гершвин, Пуленк.

## Концертная деятельность
Выступала с концертами во Франции, Италии, Германии, Нидерландах, Японии, Индии, Шри-Ланке.